# Henry Ponsonby
Sir Henry Frederick Ponsonby (10. prosince 1825, Korfu, Řecko – 21. listopadu 1895, Cowes, Anglie) byl britský generál a dvořan. Od mládí sloužil v armádě, kde nakonec dosáhl hodnosti generála, proslul jako dlouholetý soukromý tajemník královny Viktorie.

## Životopis
Pocházel ze šlechtického rodu Ponsonbyů, narodil se na Korfu jako syn generála Sira Fredericka Ponsonbyho (1783–1837). Od roku 1842 sloužil v armádě, v letech 1847-1858 byl pobočníkem irských místokrálů (hrabě z Clarendonu, hrabě ze St. Germans), mezitím se zúčastnil krymské války, v níž dosáhl hodnosti podplukovníka a za účast v bitvě u Sevastopolu získal turecké vyznamenání. V roce 1862 byl v hodnosti plukovníka vyslán do Kanady, kde v době americké občanské války působil jako velitel granátnické gardy. V roce 1868 dosáhl hodnosti generálmajora.
Od sňatku královny Viktorie zároveň působil u dvora jejího manžela, prince Alberta. V letech 1878-1895 byl soukromým tajemníkem a správcem pokladny královny Viktorie, od roku 1880 byl též členem Tajné rady, jako rytíř Řádu lázně byl povýšen do šlechtického stavu s titulem Sir. Jeho vzpomínky zanechané v dopisech ilustrují dění u dvora ve druhé polovině 19. století (korespondenci zpracoval do podoby biografie jeho syn Arthur).
V roce 1861 se oženil s Mary Elizabeth Bulteel (1837–1916), dcerou poslance Johna Bulteela. Měli spolu pět dětí, nejstarší syn John Ponsonby (1866–1952) sloužil v armádě a za první světové války dosáhl hodnosti generálmajora. Druhorozený syn Frederick (1867–1935) zastával funkce u dvora a v roce 1935 byl povýšen na barona. Nejmladší syn Arthur (1871–1946) byl dlouholetým členem Dolní sněmovny, zastával nižší funkce ve vládě a v roce 1930 získal také titul barona.

## Zajímavosti
Henry Ponsonby je jednou z hlavních postav ve filmu Paní Brownová, kde jej ztvárnil britský herec Geoffrey Palmer.